# Michael Lorenz (Schauspieler)
Michael Lorenz, obersorbisch Michał Lorenc (* 18. September 1939 in Schleife/Slepo, Kreis Rothenburg (Ob. Laus.); † 6. Dezember 2023 in Dresden) war ein deutsch-sorbischer Theaterschauspieler und -regisseur sowie Autor. Er war der Enkel des sorbischen Schriftstellers Jakub Lorenc-Zalěski und Bruder von Kito Lorenc.

## Leben
Der Sohn eines Holzhändlers besuchte die sorbische Internatsoberschule in Cottbus/Chóśebuz.  Nach dem Abitur beabsichtigte Lorenz Medizin zu studieren. Als das Studium nicht zustande kam, bewarb er sich 1958 erfolgreich an der Theaterhochschule Leipzig. Sein erstes Engagement erhielt Lorenz am Theater Meiningen. Nach der Gründung des Deutsch-Sorbischen Volkstheaters in Bautzen kehrte Michael Lorenz 1963 in die Lausitz zurück; für das neue Theater wurden landesweit alle sorbischen Schauspieler geworben und ihnen Wohnungen angeboten.
In den 1970er Jahren studierte Lorenz an der Janáček-Akademie für Musik und Darstellende Kunst Brünn Regie. Zu Beginn der 1980er Jahre wechselte er kurzzeitig an das Deutsche Nationaltheater Weimar. 2013 verabschiedete sich Lorenz am Deutsch-Sorbischen Volkstheater von der Bühne. Im selben Jahr erschien sein Buch zur Bautzener Theatergeschichte, für das er zehn Jahre recherchiert hatte.
Michael Lorenz war mit der Dramaturgin Eveline Günther verheiratet. Seine Urne wurde auf dem Taucherfriedhof beigesetzt.

## Wirken
Lorenz’ erste Rolle am Deutsch-Sorbischen Volkstheater war im August 1963 die des Arnold vom Melchthal in Friedrich Schillers Drama „Wilhelm Tell“. Bei der Eröffnung der neuen Spielstätte des Theaters in der Seminarstraße spielte er am 8. Mai 1975 in der deutschen Aufführung von „Der kaukasische Kreidekreis“ und im sorbischen Musical „Krabat“. Nach einer Aufführung des Theaterstücks „Amadeus“ traten die Schauspieler am 8. Oktober 1989 vor das Publikum und kritisierten unter dem Motto „Wir treten aus unseren Rollen heraus“ offen die Zustände in der DDR; die Protestresolution wurde von Lorenz verlesen. Nach der Wende engagierte er sich für den Erhalt des Theaters. Bei der Wiedereröffnung des sanierten Theatergebäudes mit einer Premiere von Shakespeares „Der Sturm“ im Februar 2006 war Lorenz in der Rolle des Prospero zu sehen. In der Uraufführung der Bühnenfassung des Romans „Die Mittagsfrau“ von Eveline Günther und Beatrix Schwarzbach stand Michael Lorenz 2013 mit einer Gastrolle letztmalig auf der Bühne.
Während seines fast 50-jährigen Wirkens am Deutsch-Sorbischen Volkstheater war Lorenz in über 200 Rollen zu sehen, außerdem schuf er ca. 50 deutsch- bzw. sorbischsprachige Inszenierungen. 
Am neu eröffneten Sorbischen Gymnasium Bautzen gründete Lorenz 1992 ein Jugendtheater, das er lange Zeit leitete. Auf Initiative von Lorenz wurde am 1. September 1994 am Deutsch-Sorbischen Volkstheater das Sorbische Schauspielstudio mit fünf Eleven wiedergegründet; er wirkte danach als erster Studioleiter. In den Jahren 1998 und 1999 war Lorenz Stellvertreter des Intendanten für Sorbisches Theater.
Michael Lorenz war zudem für den Sorbischen Rundfunk als Sprecher und Sänger, als Hörspiel- und Hörbuchsprecher für den Domowina-Verlag sowie als Sprecher und Schauspieler für den sorbischen Film tätig.

## Ehrungen
- 2019: Ehrenwappen der Stadt Bautzen[3]
- Ehrenmitgliedschaft des Deutsch-Sorbischen Volkstheaters[4]

## Publikationen
- Bautzener Theater Geschichten, Verlag Theater der Zeit 2013, ISBN 978-3-943881-63-9
- Kito Lorenc: Versuch über uns – Gedichte / Pospyt wo nas – Basnje, Hörbuch, ausgewählt und gesprochen von Michael Lorenz, 3 CDs, Domowina-Verlag Bautzen 2015, ISBN 978-3-7420-2359-9